# Grauwe runderdaas
De grauwe runderdaas (Tabanus maculicornis) is een vliegensoort uit de familie van de dazen (Tabanidae). De wetenschappelijke naam van de soort is voor het eerst geldig gepubliceerd in 1842 door Zetterstedt.